# ORCA AVA
ORCA AVA ist eine branchenspezifische Bausoftware für die Erstellung von Kostenplanung, Ausschreibung, Vergabe und Abrechnung von Bauleistungen (AVA). Sie wird daher primär von Architekturbüros, Ingenieurbüros, Bauabteilungen, Unternehmen der Bauindustrie, Städten, Gemeinden, Hochschulen und anderen Bildungsinstituten genutzt. Nach Angabe des Herstellers ORCA Software GmbH arbeiten ca. 12.500 Unternehmen mit ORCA AVA.

## Produktbeschreibung
ORCA AVA unterstützt Anwender, die Bauleistungen ausschreiben, vergeben und abrechnen müssen. Zudem bietet die Software eine Möglichkeit zur vollständigen Kostenplanung im Sinne des kostenoptimierten Planens und Bauens. Das Programm erfüllt mit der Kostenberechnung nach DIN die Voraussetzung für die Berechnung des Honorars nach der Honorarordnung für Architekten und Ingenieure. ORCA AVA stellt zudem verschiedene Berechnungsmöglichkeiten für die Kostenermittlung zur Verfügung und hält alle relevanten Daten bereit, um die dazugehörige Kostenkontrolle und Kostensteuerung durchzuführen. 

## Geschichte
Die ORCA Software GmbH entwickelte 1990 die erste Version für das Betriebssystem Microsoft DOS. Die Ausschreibungssoftware trug den Namen alpha+AVA 1.0 und wurde 1991 auf der Messe für Architekten-Computer-Systeme (ACS) in Wiesbaden vorgestellt. 1995 wurde die neu entwickelte Version alpha+AVA 7.0 für Microsoft Windows vorgestellt. Die 32-bit Version von alpha+AVA präsentierte der Hersteller 1999 auf der ACS. 
Mit dem Wechsel in das neue Jahrtausend wurde der Unternehmensname ORCA auch Namensgeber für die AVA Produktlinie. Seit 2015 unterstützt ORCA AVA den offenen Dateistandard IFC.

## Datenaustausch
- Für Deutschland: GAEB 1990, GAEB 2000 und GAEB DA XML 3.1; 3.2; 3.3
- Für Österreich: ÖNORM B2063 und A2063
- Für Schweiz: GAEB 1990
- Regelungen für die Elektronische Bauabrechnung REB 23.003 und REB VB 23.004
- RTF – Rich Text Format
- BIM – Building Information Modeling
- IFC 2x3 & IFC 4 – Schnittstelle für den Datenaustausch im BIM Prozess
- Adressen können über das CSV-Dateiformat ausgetauscht werden (z. B. Outlook).

Alle Druckausgaben können sowohl im Portable Document Format (PDF) zum weiteren Versand oder als HTML-Seite für die eigene Homepage ausgegeben werden.

## Zugriff auf Ausschreibungstexte und Elemente
- AUSSCHREIBEN.DE, die von Orca Software seit 2002 betriebene Online-Datenbank für Ausschreibungstexte
- Standardleistungsbuch für das Bauwesen (kurz StLB) und
- ÖNORM Standardisierte Leistungsbeschreibung (LB)
- DBD Dynamische BauDaten
- sirAdos Baudaten
- ZVEH – Zentralverband der Deutschen Elektro- und Informationstechnischen Handwerke
- STLK – Texte zur Beschreibung von Standardleistungen im Straßen- und Brückenbau

## Marktdurchdringung
Das Marktforschungsunternehmen BauInfoConsult führte 2010 eine bundesweite Marktforschungsstudie für die Baubranche durch. Der Monitor Bausoftware und Internetnutzung wurde im Februar 2011 veröffentlicht. Laut dieser Studie setzen ein Drittel der befragten Hochbau-Architekten, die eine AVA-Software nutzen, ORCA AVA in ihrem Büro ein.